# Палац Бандінеллі
Пала́ц Бандіне́ллі — архітектурна пам'ятка пізнього ренесансу у Львові на пл. Ринок, 2.

## Історія
Будинок побудований наприкінці XVI століття (1593 рік). На початку XVII століття купець із Флоренції (Італія) Роберто Бандінеллі, одержавши львівське громадянство, купив цей будинок і започаткував тут класичну пошту європейського зразка. Саме за ім'ям купця будинок називають і тепер.
1629 року польський король Сигізмунд III Ваза надав Бандінеллі привілей на утримання регулярної королівської пошти і титул королівського поштмагістра. Львів'яни могли щосуботи відправляти й одержувати листи з усієї Європи, але ці послуги коштували досить дорого. Відправлення лише шести грамів кореспонденції, наприклад до Гданська, дорівнювала денній платні кваліфікованого ремісника. Папір був у ті часи важким і невдовзі львівська Рада відмовилась від таких дорогих послуг. Бандінеллі вклав у цю справу немалі гроші і, фактично, дії Ради розорили його.
За однією з версій, під час Тридцятилітньої війни (1618–1648) у подвір’ї кам'яниці функціонував монетний двір. Його сюди перенесли з Кракова на час військових дій.
Згідно опису 1674 року, головний вхід був розташований на фасаді з боку площі, а під будинком були глибокі великі підвали.
У 1737–1739 роках будинок ґрунтовно перебудували, зокрема головний вхід перенесено на бічний фасад та звели контрфорси для укріплення бічних фасадів. Про перебудову свідчить напис на фасаді з боку вулиці Ставропігійської. На дверних та віконних оздобах залишилися елементи різьби по білому камені. Оригінальними залишилися портал та вікна, що справа й зліва від нього, обрамлені дельфінами. Дельфіни зображені невипадково — вони були покликані сприяти власникові будівлі у торговельних справах і оберігати від небезпек.
У XIX столітті тут містилася книгарня Вільда, своєрідний клуб львівської інтелігенції. У будинку тоді ж мешкав відомий польський поет Корнель Уєйський.
Наприкінці сімдесятих років XX століття виявився аварійний стан будинку. Ремонт будівлі радянськими методами більше нашкодив, аніж приніс користі. Тому, під тиском громадськості, будинок передали професійним реставраторам. Майже після двадцяти шести років ремонту і реставрації урочисте відкриття Палацу Бандінеллі відбулося 28 грудня 2005 року. Завдяки малюнкам, які збереглися з тих часів, відтворено стиль приміщення і навіть дизайн меблів. Зараз тут розміщують найрізноманітніші експозиції під егідою Львівського історичного музею, котрому й належить будинок.
12 грудня 2008 року, у рамках святкування 10-річчя внесення Ансамблю історичного центру Львова до списку світової спадщини ЮНЕСКО, в палаці Бандінеллі відбулося урочисте відкриття Музею пошти.

## Архітектура
Кам'яний, з характерним витягнутим прямого гольником плану, триповерховий, з вузьким головним та довгим боковим фасадами. По горизонталі фасади чітко розчленовані карнизами, кути будівлі підкреслені рустом, вікна прикрашені сандриками. Збереглися елементи білокам'яної різьби на дверних та віконних отворах, готичні склепіння на першому поверсі. Вхід на головному фасаді обрамлений порталом, що зберіг свій первісний вигляд, як і праве від нього вікно, оздоблене фігурками дельфінів — символом успіху в торгівлі. Бічний фасад прорізаний асиметрично розташованим входом, розчленований довгими рядами вікон з трикутними та лучковими сандриками, що чергуються.

Палац Бандінеллі
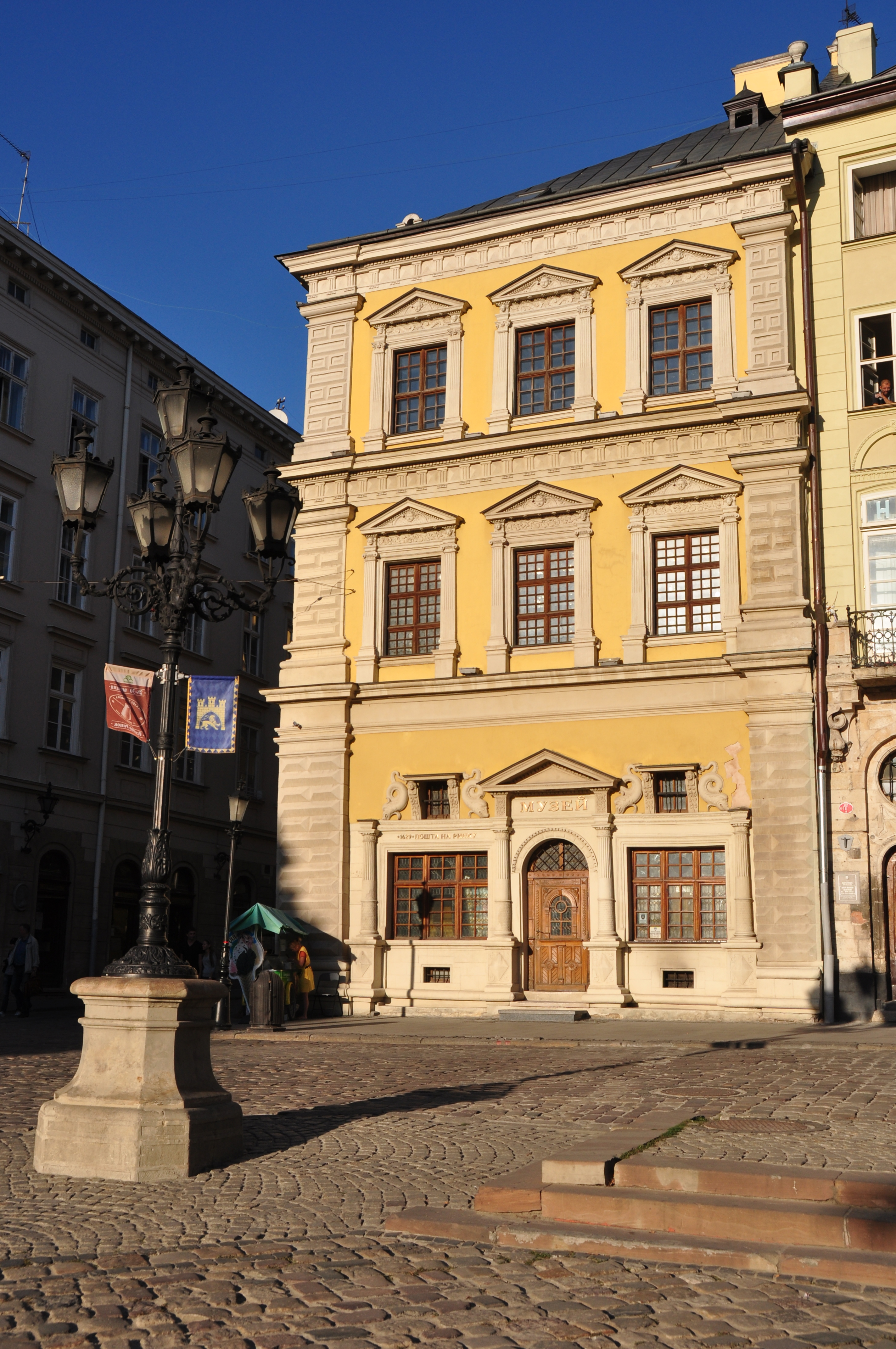
Палац Бандінеллі
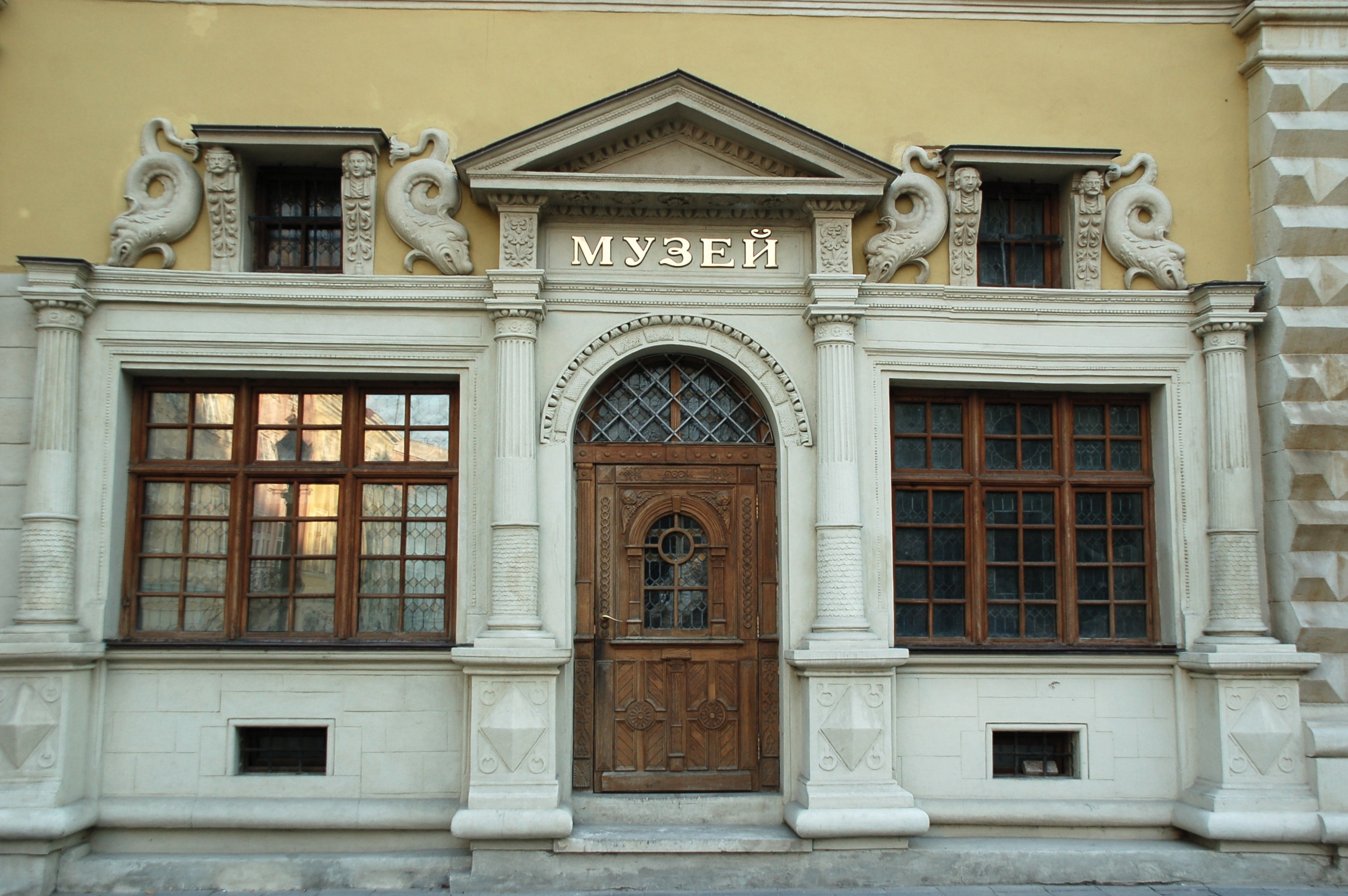
Головний вхід до Палацу Бандінеллі з боку площі Ринок
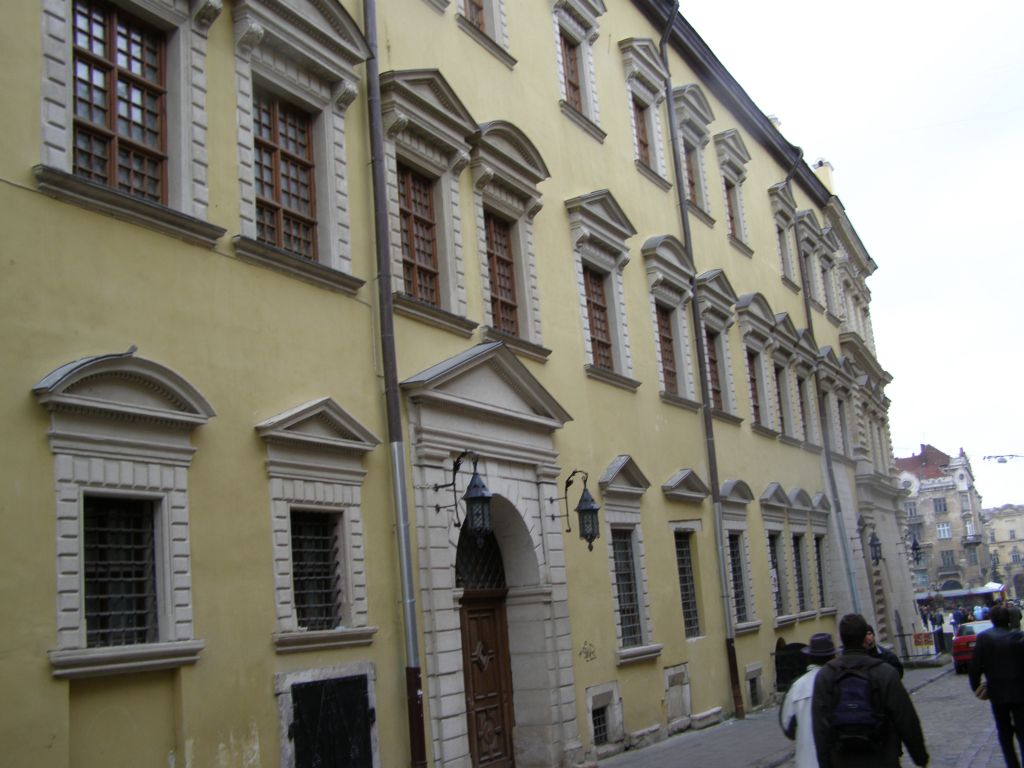
Вхід до Палацу Бандінеллі з боку вул. Ставропігійської
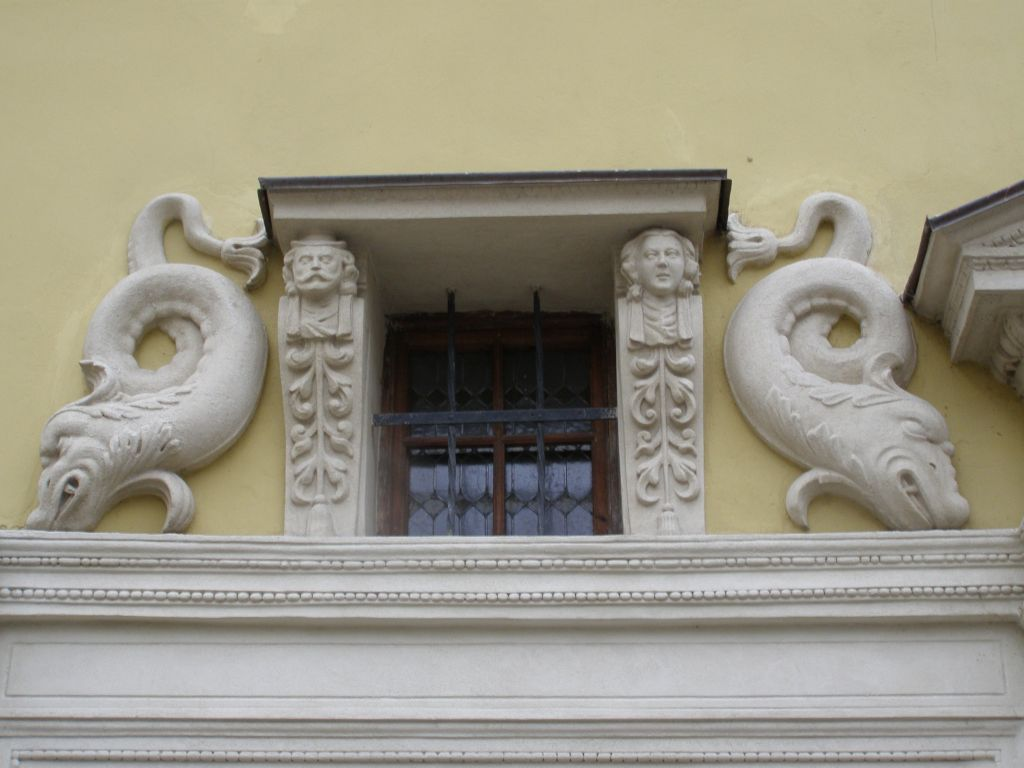
Дельфіни навколо вікна зліва від головного входу
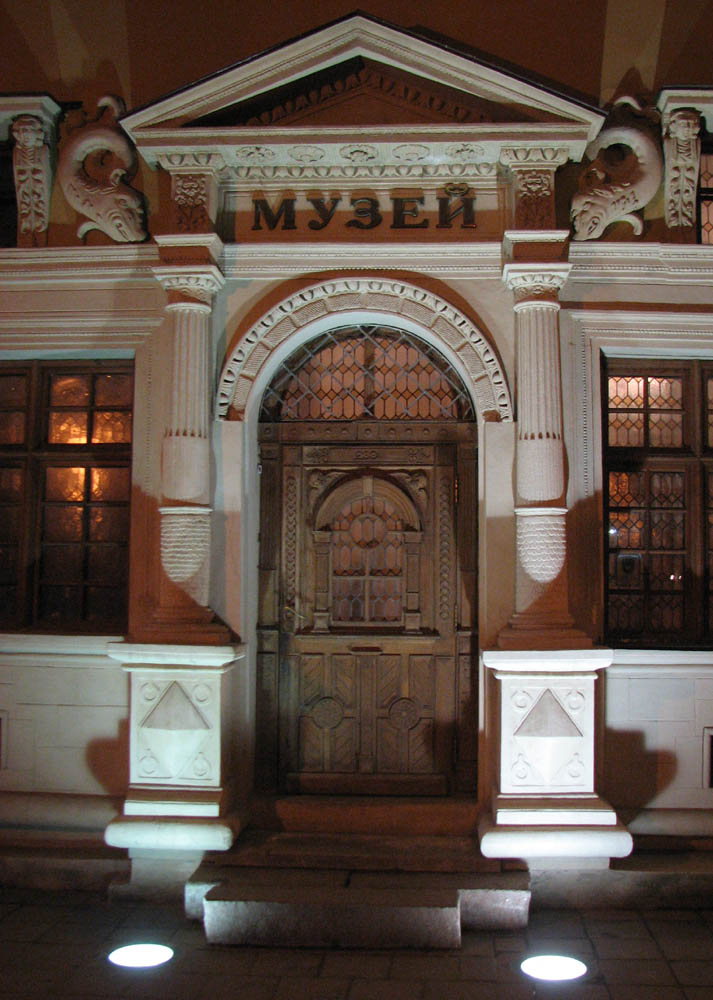
Вхід до палацу уночі
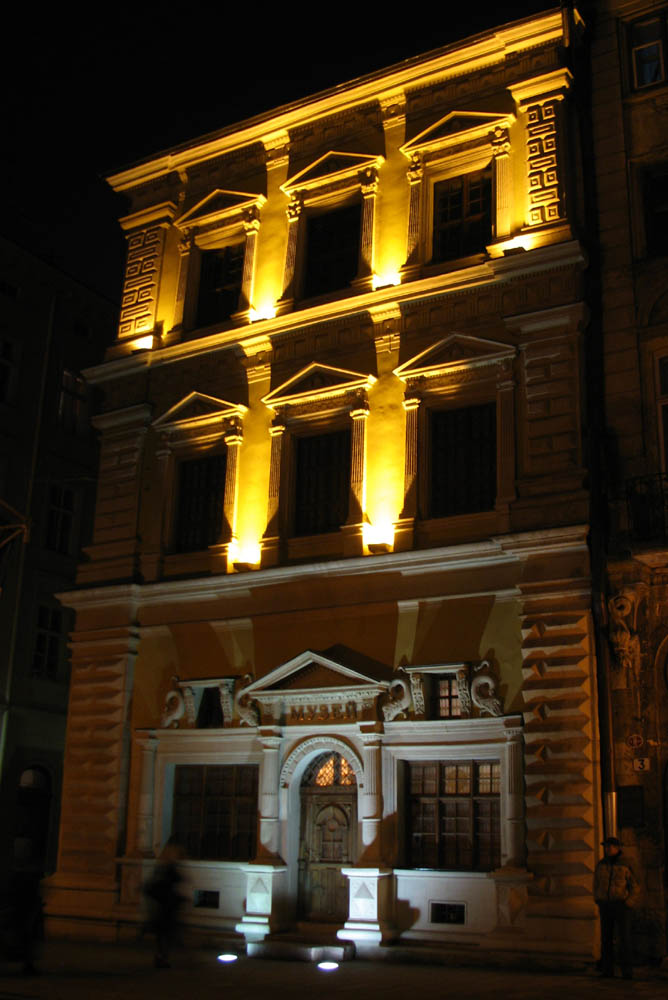
Палац Бандінеллі уночі
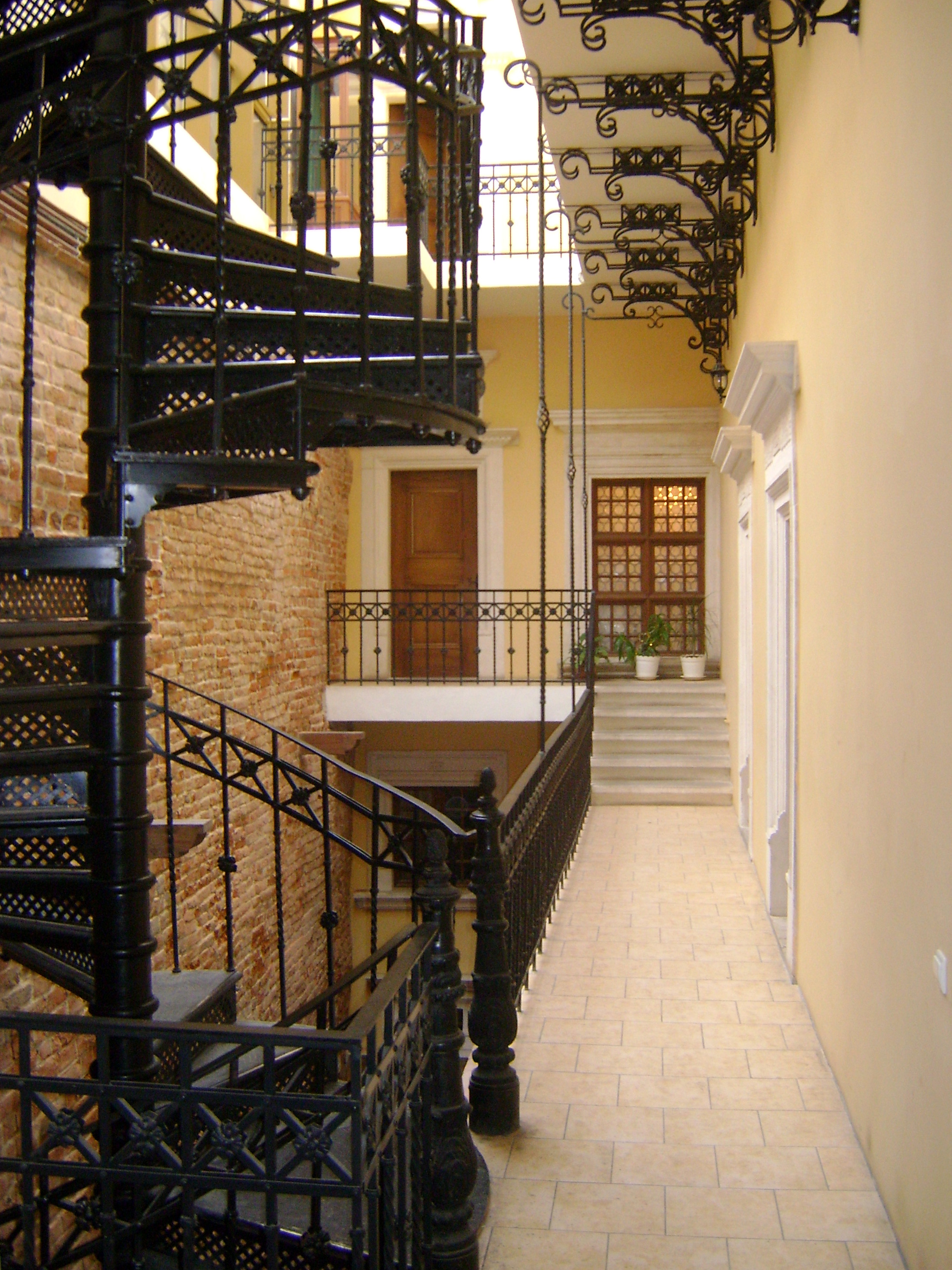
Інтер'єр